# Fenestella
Fenestella (in latino Fenestella; 52 a.C. – 19) è stato uno storico romano.

## Biografia
Vissuto negli anni del principato di Augusto e di Tiberio, secondo una notizia di Gerolamo, Fenestella morì e fu sepolto a Cuma nel 19 d.C. Plinio il Vecchio colloca, invece, la data della morte agli ultimi anni del principato di Tiberio.

## Opere
Compose almeno 22 libri di Annales interamente perduti, eccetto una trentina di frammenti. L'opera (che riscosse ampio successo) si caratterizzava per l'intreccio tra fatti storici e notizie erudite di tipo linguistico, antiquario e letterario. 
Fenestella fu anche autore di epitomi, secondo una notizia del grammatico Diomede e, in base alle notizie tramandate dagli antichi, di uno scritto De iure pontificio.